# Vilarinho de Cotas
Vilarinho de Cotas é uma povoação portuguesa do Município de Alijó que foi sede da extinta Freguesia de Vilarinho de Cotas, freguesia que tinha 2,53 km² de área e 146 habitantes (2011), e, por isso, uma densidade populacional de 57,7 hab/km².
A Freguesia de Vilarinho de Cotas foi extinta (agregada) em 2013, no âmbito de uma reforma administrativa nacional, tendo sido agregada às freguesias de Vale de Mendiz e Casal de Loivos, para formar uma nova freguesia denominada União das Freguesias de Vale de Mendiz, Casal de Loivos e Vilarinho de Cotas da qual é sede de freguesia.

## População
| Número de habitantes | Número de habitantes | Número de habitantes | Número de habitantes | Número de habitantes | Número de habitantes | Número de habitantes | Número de habitantes | Número de habitantes | Número de habitantes | Número de habitantes | Número de habitantes | Número de habitantes | Número de habitantes | Número de habitantes |
| -------------------- | -------------------- | -------------------- | -------------------- | -------------------- | -------------------- | -------------------- | -------------------- | -------------------- | -------------------- | -------------------- | -------------------- | -------------------- | -------------------- | -------------------- |
| 1864                 | 1878                 | 1890                 | 1900                 | 1911                 | 1920                 | 1930                 | 1940                 | 1950                 | 1960                 | 1970                 | 1981                 | 1991                 | 2001                 | 2011                 |
| 222                  | 161                  | 199                  | 175                  | 253                  | 122                  | 196                  | 185                  | 194                  | 313                  | 105                  | 204                  | 231                  | 166                  | 146                  |

(Obs.: Número de habitantes "residentes", ou seja, que tinham a residência oficial neste concelho à data em que os censos  se realizaram.)